# 社会党 (韓国)
社会党（しゃかいとう）は、2008年10月に当時の韓国社会党から党名を改称して誕生した進歩主義政党。2012年3月4日に進歩新党と統合して、新たな「進歩新党」（現在の労働党）を発足させた。

## 概要
1998年11月に「労働者・民衆の政党」を掲げて結成した「青年進歩党」を前身とし、2001年8月に社会党へ改称した後、2008年10月に現在の社会党に党名を改め、現在に至っている。社会的共和主義の政治理念と「基本所得制度」（ベーシックインカム）を綱領に掲げていた。また対北朝鮮では社会党に改称した2001年8月の党大会で「朝鮮労働党反対」をスローガンとして掲げるなど厳しい姿勢を採っていた。
党創立以降、大統領選挙や国会議員選挙、地方選挙で候補者を擁立しているが、いずれも落選している。2011年9月14日、革新政党である進歩新党と民主労働党の統合が解消された後、進歩新党内部であくまで統合推進を進めるグループとそれに反対するグループとの対立が続く中、キム・ウンジュ進歩新党権限代行とアンヒョサン社会党代表による会談が行われ、両党による広範な進歩・革新勢力の結集を目指していくことで合意した。
2月7日に社会党が進歩新党に吸収される方式での合党に暫定合意したが、党内ではこれに反発する声もあった。しかし社会党は2月19日に党大会を開催し、進歩新党との統合を推進する担当機構を設置する案件を賛成多数で可決した。合党推進のため設置された担当機関での実務協議を経て、3月4日に進歩新党と統合党大会を開催し、統合政党としての「進歩新党」が発足した。

## 年表
- 1998年
  - 8月：青年進歩党創党準備委員会が結成
  - 11月：青年進歩党創党大会開催
- 1999年3月：ソウル特別市九老区乙の再選挙で候補擁立（落選）
- 2000年
  - 3月：第二次党大会開催
  - 4月13日：第16代総選挙。ソウル特別市の全地域区と、仁川市富平区乙で候補を擁立（落選、得票率0.7％）。
- 2001年
  - 8月：第三次党大会開催。党名を「社会党」に改称
  - 10月：国会議員再選挙。ソウル特別市九老区乙と東大門区乙において候補を擁立（落選）
- 2002年
  - 6月13日：第三回全国同時地方選挙。広域自治団体長選挙で3名、広域議会選挙で22名（地域区6名＋比例代表16名）を擁立。全員が落選、広域議会比例代表261,960票（得票率1.59％）。
  - 8月：国会議員再選挙。衿川区で候補擁立
  - 10月：第四次党大会。大統領候補に6月の地方選挙で仁川広域市長候補として出馬した社会主義運動家の金栄圭（キム・ヨンギュ）を同党の大統領候補に選出
  - 12月19日：第16代大統領選挙。金栄圭候補は22,063票（得票率0.09％）で最下位に終わる。
- 2003年5月：第五次党大会
- 2004年
  - 3月：第六次党大会
  - 4月15日：第17代総選挙。地域区で5名、比例代表区で1名が出馬。比例代表での得票数47,311票（得票率：0.22％）
- 2005年4月：第七次党大会開催。
- 2006年
  - 4月：臨時党大会及び地方選挙勝利決意大会開催。党名を「希望社会党」に改称。地方選挙における候補者を選出
  - 5月31日：第四回全国同時地方選挙。広域議会選挙で8名（地域区4名＋比例代表4名）、基礎議会で4名（地域区4名）を擁立。全員落選（広域議会比例代表得票率0.2％）
  - 10月：第八次党大会開催。琴民を代表に選出、党名を「韓国社会党」に改称
- 2007年
  - 4月：国会議員補欠選挙。大邱西区乙で候補を擁立（落選）
  - 10月：第九次党大会開催。琴民（クン・ミン）代表を12月の大統領選挙に同党の大統領候補に選出
  - 12月19日：第17代大統領選挙。琴民候補は18,223票（得票率0.1％）を獲得。
- 2008年
  - 4月9日：第18代総選挙。比例代表のみで候補者2名を擁立、得票数35,496票（得票率0.20％）。
  - 11月：第十二次党大会。党名を「社会党」に改称。代表にチェ・グワンウン（최광은）を選出
- 2009年
  - 11月：第十三次党大会。綱領と党憲を改正
- 2010年
  - 6月：第5回全国同時地方選挙。広域議会比例代表選挙16名、基礎議会7名の候補を擁立。広域議会比例得票数81,257票（得票率0.4％）
  - 10月：第十四次党大会。アン・ヒョサン（안효상）を新代表に選出。党憲改正。
- 2011年
  - 9月14日：アン・ヒョサン代表、進歩新党キム・ウンジュ権限代行と会談。社会党と進歩新党を中心に広範な進歩・革新勢力結集を目指していくことで一致。
- 2012年
  - 2月7日：進歩新党との合党で暫定合意
  - 2月19日：党大会で進歩新党との合党のための担当機関を設置する案件を賛成多数で可決
  - 3月4日：進歩新党と統合党大会を開催。統合政党としての「進歩新党」が発足。

出典：社会党ホームページの당 소개（党紹介）「사회당 걸어온길 （社会党 歩んできた道）」